# 鹰击长空2
《鹰击长空2》（全称为“汤姆克兰西之鹰击长空2”）是一款由育碧罗马尼亚公司开发，育碧公司发行的一款多平台的街机风格的飞行游戏。其前作为《鹰击长空》。

## 剧情
继前作时间之后，世界处在危险的边缘。前作的玩家成为本作的重要 NPC 之一——大卫·克兰绍（David Crenshaw）上校，玩家则将担任三组飞行中队中的飞行员，分别是：美国人埃莱克斯·亨特（Alex Hunter）少校，英国人科林·门罗（Colin Munro）上尉和俄罗斯人德米特里·索科夫（Dimitri Sokov）上尉。

### 序章：Contact
HAWX 中队被部署到中东。这天早上前进空军基地周边发现不明身份的车队正在接近，两架 AH-64 前去拦截，驾驶一架 F-16 正在执行例行巡逻的克兰绍也被调去支援。此时车队突然发难，用 RPG 击落了一架直升机，克兰绍遂用机炮和炸弹还以颜色。
本以为这只是一次普通的袭击，然而克兰绍正在返航的途中却有十来颗导弹袭来，几乎将基地夷平，克兰绍的座驾也被击中。虽然克兰绍挣扎着试图在跑道上迫降，然而失控的飞机仍旧一头扎向地面，身负重伤的克兰绍随即被攻进基地的武装分子俘虏。

### 空战教学：The Training Day
由于近来国际局势不断恶化，英国皇家海军和皇家空军决定组织联合演练，海军飞行员门罗被派去苏格兰与三位空军飞行员一起进行空战训练。
门罗在基本空战训练中把嘲笑他海航身份的空军们打得灰头土脸，但正在这时长官指示中断训练，因为一架不回应无线电呼叫的客机闯入了禁飞区。门罗遵命前去查看，不料客机突然被引爆，庞大的气浪将门罗的台风战斗机吹到失速险些坠毁。
返航后，长官表示客机爆炸绝对是有人故意所为，情报部门已经着手调查此事。

### 无人机基本教学：The Prisoner
遭受数十架飞机和数百人员伤亡的美国人自然咽不下这口气，陆海空三军立刻开展联合行动、准备去解救克兰绍。
遇袭的十八小时后情报部门已经锁定了几个克兰绍可能被拷问的地点，一架无人机也先行前往、试图精确锁定克兰绍的所在。

### 空中加油教学：Interception Course
北高加索地区，俄罗斯政府军与反政府武装的战斗正打得如火如荼。政府军的莫古诺夫（Morgunov）将军派遣德尼索夫（Denisov）上校领导的一个 MiG-29飞行中队前去拦截分裂分子的 Tu-95/Tu-160M飞行编队，然而遭到了对方由 Su-27、MiG-31等战机的伏击。一通混战将所有敌机击落后，中队赶去接受五架 Il-78 加油机的补给，随后返回战场继续掩护友军撤退。
击落了几架Su-34后，莫古诺夫表示为政府方面压力所迫、不得不要求中队撤出战场。

### 炮艇在上：The Rescue
按照无人机锁定的位置，幽灵小队立刻搭乘V-22、于四小时后抵达展开救援，同属 HAWX 的女飞行员瑞贝卡·怀特（Rebecca Walters）和新报到的亨特驾驶 AC-130 提供空中支援。
幽灵小队顺利救下克兰绍，但鱼鹰却被敌军击毁。幽灵小队不得不抢来一辆车子、冒着敌军的陆海空立体炮火一路狂奔到海边，随后换乘一条小船回到附近的美军战舰。

### 弹射起飞教学：Oil City
虽然克兰绍成功脱险，不过左手手臂骨折导致他一段时间内没办法再上蓝天，只得留在航母上从事后方协调和统一指挥，原本他的长机地位则由资历深厚的西姆斯（Simms）中尉接手。
反政府武装攻占了印度洋上一处钻井平台，据分析可能是准备把开采的原油买到黑市以换取战争资金，数架 F/A-18 立刻出动，协助美军水面舰艇前去夺回油田。
在战斗中怀特注意到区区反政府武装居然拥有为数不少的直升机和战斗机，觉得这背后一定有秘密。克兰绍表示他也注意到了这点，已经安排情报部门调查此事。

### 无人机攻击教学：Thieves in the Night
用来攻击中东基地的导弹被发现来自一个非洲的军火商，并且是俄国制造。俄国政府派来特工德拉切夫（Drachev），和 HAWX 一起调查。德拉切夫原本已经顺利打入分裂组织内部，但由于俄方高层出了内鬼、导致其身份突然暴露，不过艺高人胆大的他仍旧冒险为 HAWX 的无人机指示目标，包括反政府武装的高层领导和被他亲手干掉的军火商本人。

### 夜袭斩首：Seek and Destroy
用红外线信标灯标定目标之后，亨特紧急搭乘一架 F-35 起飞，用机炮和精确制导炸弹摧毁了所有目标。然而德拉切夫忽然发来消息，指出真正的高价值目标人员临时更改了行程、现在正在一家宾馆开会，要求 HAWX 方面进行轰炸。由于地处闹市，担心平民伤亡的克兰绍理所当然地拒绝了。好在德拉切夫又留了一手，故意制造了几声小规模爆炸、骗得敌人仓皇乘车逃窜，亨特趁机摧毁了所有车子。虽然尸体的身份已经无从辨认，不过这次斩首行动可说是取得了圆满成功。

### 飞峡谷教学：Desert Fortess
干掉了军火商以及几个高层领导，中东那边反政府武装的好日子便到了头，其领导人的身份也浮出水面，并且被发现在一个已让反政府武装清空居民、改造成据点的城市里露面。美军随即发动陆空联合突袭。
作战计划是先抢占城市附近的一座机场作为前进基地使用。为了达到出其不意的效果，HAWX 三架 F-15小队需要经由峡谷的掩护躲避雷达探测，抵达战场后再指挥无人机轰炸敌军。然而在战斗打响后不断有敌机起飞试图把无人机敲下来，HAWX 小队只得尽力维持空优。
抵达机场后敌军大举反扑。万幸的是机场的补给设施都还完好，亨特紧急换装空对地导弹和集束炸弹并再度起飞拦截，终于成功夺下了机场。

### 半夜炮响：Black Out
夺下的机场仍不断受到攻击，敌军是从对面的城市里集结并发动进攻的。而对于美军而言，无论是为了稳固机场的守卫、还是为了第二天的攻击做准备，城市里林立的敌军防空都是需要重点关照的对象。
在陆续抵达的援军战机中，有一架 A-10还带着火箭弹和空射版的战斧导弹，亨特便需要驾驶这架攻击机在预警机的电子干扰支援下敲掉市内所有发电厂。当然了，西姆斯和怀特也会驾驶 F-16C 从旁协助。
摧毁所有发电厂后敌军仍不死心，集结部队发动最后的反扑。地面部队在 A-10 的炮口和火箭弹下如同纸糊的一样脆弱，但空中的众多敌机却让 HAWX 双拳难敌四手。好在没了敌方的防空，美军终于可以派遣大量战斗机进场支援。

### 擒贼擒王：Final Push
有了立足之地的美军开始朝最终的任务目标推进。HAWX 依旧负责空优，在两架 AC-130 的狂轰滥炸之下地面部队一路势如破竹、把反政府武装逼进了山里的掩体。孤注一掷的敌军炸塌了掩体入口隧道、企图固守待援，然而事先渗透进敌军前线的德拉切夫观察到掩体被轰击出了几道裂纹。虽然没带精确制导武器，但亨特还是成功用机炮炸开了一个缺口，下面众军立刻鼓噪而进。

### 核弹特快：Trans Caucasus Express
俄国的战事仍在继续。分裂分子在罗马什基（Romaniskhov）偷走了三枚核弹头，眼下已经装上火车运走了，莫古诺夫紧急调派一支新组建的、直接听命于他的精英部队 Medved 前去拦截。索科夫也在其中，驾驶一架Su-34提供支援。
拦截行动分为三个阶段。第一阶段要压制一座铁路桥附近的机场防空、投下伞兵进行占领；第二阶段是攻击铁路桥上的道岔、摧毁绕过机场的铁路支线，强迫运载核弹头的火车停车，随后投下另一队伞兵、配合已经潜伏在车上的德拉切夫夺回核弹头。随后的第三阶段是火车改道驶向机场，索科夫他们则掩护火车免遭敌军的战机和炮兵攻击。
计划执行得大体顺利，然而中间还是出了个不大不小的插曲：在火车上德拉切夫打开核弹头的箱子，发现里面只有两颗。莫古诺夫说两个总比一个都没有好。

### 出敌后记：Behind Enemy Lines
为了尽可能地降低风险，莫古诺夫决定把抢回的两颗核弹头分装到两架 Il-76 上，他和德拉切夫各看守一颗。正当索科夫等人忙于与前来拦截的几架 Su-27 交战时两架 Su-47 突然出现，击伤了德拉切夫那架运输机。索科夫连忙打开机载的雷达干扰吊舱、让敌机无法锁定运输机，随后将其一一击落。
莫古诺夫联系上了一些地面的特种部队单位，他们抢占了一些敌方的地面防空设施。索科夫利用雷达干扰吊舱把不断前来的敌机引进地面防空设施的射程，将其各个击破。然而由于莫古诺夫强行命令运输机抄捷径的错误指示，本已负伤的运输机被敌方再次击中，迫降在涅瓦大坝（Nevskaya Dam）脚下，敌军随即如潮水般涌来试图夺回核弹头，而此时无论是地上的德拉切夫等人还是天上的索科夫都已是弹尽粮绝。莫古诺夫只得下令轰塌大坝，以用大洪水淹没敌军。

### 真相：The Truth
尽管俄军为拦下核弹头付出了艰苦努力以及巨大牺牲，一颗核弹还是在罗马什基油田被引爆了。这场攻击成为了压垮“软弱”的现政府的最后一根稻草，极端主义者亚历山大·崔斯卡耶夫（Aleksandr Treskayev）趁机发动政变、赶走了现任总统卡扎卡泽夫（Karzkazev）自己上台成为俄国总统。
一天后，莫古诺夫派遣无人机去消灭分裂分子，但坐在操作台后面跟踪一辆车子的索科夫却接到了一通不请自来的呼叫——是死里逃生的德拉切夫。他隐秘地向索科夫透露实情：这场悲剧是俄国极端民族主义者为了获得俄国政府权力的诡计。通过破坏石油的生产设施，俄罗斯将不得不为了掠取石油资源而向外发动侵略，政府也会因此被视为英雄；之前炸毁大坝等行动也仅仅是为了干掉德拉切夫好杀人灭口。为了证明这些、也是为了保留证据，德拉切夫让索科夫打开录音机，把车里的分裂分子小头头帕夫尔（Pavel）和莫古诺夫的电话接了进来。
电话中莫古诺夫怒骂帕夫尔不按指令办事，但帕夫尔表明这颗核弹并不是火车上那三枚中丢的那一枚，因为那颗核弹正在运往南非开普敦的船上。原来罗马什基油田的核爆是崔斯卡耶夫指使人所为，连莫古诺夫也不知道。德拉切夫让索科夫不要声张、继续执行攻击任务，完事后带着录音去机库找他。

### 逃脱：Get Away
索科夫和德拉切夫偷了一架没挂载武器、仅有红外诱饵弹的 Su-30，夺路起飞沿着蜿蜒的河谷逃出了基地。与此同时克兰绍接到德拉切夫的呼叫，派亨特、西姆斯和怀特三架 F/A-18E 前去接应。最终在大海上，F/A-18E 击落了前来追赶的数架 Su-37，护送着索科夫和德拉切夫加满油回到航母。

### 核弹追踪：No Room for Error
从电话录音里得知核弹现在已经到达了开普敦，HAWX中队赶往附近的一艘法国航母上行动。
虽然要找一个很可能伪装过后的核弹头无异于大海捞针，但德拉切夫激活了核弹头上的定位信号发射器。然而敌方显然也想到了这一点，使用包括雷达地面站、直升机载干扰器等设备干扰定位信号。利用西姆斯带领三架预警机提供的反干扰区，亨特成功定位了核弹头、并摧毁了车队的头尾两辆车把核弹头困在路中间，怀特趁机驾驶鱼鹰把德拉切夫的突击小队机降下去夺回了核弹。

### 海上激斗：Maelstorm
作为侵略行动的一部分，俄罗斯海军朝挪威进发，而英国皇家海军则赶去支援。大洋上两军遭遇，门罗驾着鹞式战斗机弹射起飞，力挽狂澜拯救了航母编队。

### 两栖登陆：Amphibious Assault
与美军会合后幽灵小队乘船先行登陆，美、英、挪威联军则紧随其后逆河道向上游挺进，不料半路先是被水雷阵阻挡后被岸炮攻击，天上还有俄军飞机环伺，又是一场恶战。

### 侧面战场：Stand Off
俄军的增援源源不断导致在挪威的战斗仍在激烈进行，但五角大楼认为这使得莫斯科守卫薄弱，是个斩首行动的的好机会。幽灵小队已经先行抵达，计划与俄罗斯反抗军一起攻入克里姆林宫。然而莫古诺夫的军队就驻扎在莫斯科郊外，一旦战斗打响必会赶来增援，因此 HAWX（以及索科夫）的任务就是全力阻挡莫古诺夫的军队。
极端主义者们在克里姆林宫负隅顽抗、意图拖到莫古诺夫的军队赶来救援，而 HAWX 中队显然在数量上居于下风。无奈之下克兰绍命令炸掉四座桥梁以阻挡莫古诺夫进军，而后者眼见形势不妙竟然派出轰炸机编队要夷平克里姆林宫。利用 ERS，亨特惊险地穿越了敌军前线的防空阵地、将轰炸机一一摧毁。莫古诺夫见状只得撤退，至于崔斯卡耶夫仍不见踪影，幽灵小队只是发现了几个地下掩体。

### 最后一战：Last Stand
莫古诺夫的残余人马占领了一个 ICBM导弹基地，准备向全世界各大主要城市发射核弹。面对前来阻止的众人，莫古诺夫说自己的行为不是由衷的，而是被一个特殊的组织所利用，他要用这些核弹头攻击这个组织。
话不投机两边开打，面对包括索科夫旧日战友、德尼索夫上校在内的 Medved 精锐空军，亨特等人一路过关斩将把德拉切夫率领的地面部队护送到基地。面对已无险可守的基地，西姆斯正准备向指挥掩体投弹，不料突然被一道从天而降的白光击中爆炸，原来是莫古诺夫动用了轨道激光卫星来掩护核弹发射。亨特等人巧妙地躲过激光击毁了已经发射的核弹，但仍有核弹发射车不断从掩体开出。利用大部分核弹都被击毁的机会，克兰绍命令直捣碉堡；怀特上前开路，却被激光击中坠机，不过偏巧撞开了碉堡的入口隧道大门。亨特从隧道一飞而入，用机炮打爆了里面尚未发射的核弹、炸毁了指挥部，莫古诺夫也炸死在里面。

## 改进和特点

### 新增体验[3]
- 在机场和航母上起降
- 精确指导武器
- 加入了可供玩家在任务模式中控制的 AC-130、UAV
- 空中加油（只有软管式加油）
- AI 也可以释放红外诱饵弹躲避玩家导弹袭击
- 4 种单机游戏模式，4 种多人游戏模式
- Uplay 系统联动

### 改进体验
游戏 UI 全面改进，并且在主视角时，可以进行急转（同时也可能进入失速状态）。
从失速状态中脱离遵守物理常规，机头指向地面并加速才能更快地脱离失速。（前作中要求机身和地面平行）
NPC 的难度加大，低空飞行任务更加苛刻。

### 地图数据
由GeoEye商业卫星提供高分辨率卫星地图，地形变化更大。

### ERS
ERS（Enhanced Reality System，增强现实系统）在本作中有所改变，规避导弹的ERS路径被取消，取而代之的是提示玩家将飞机调整为与导弹呈 90 度角的躲避镜头。前作中的空中路径也被取消，渗透路径和少数关卡的对地攻击路径被保留，新增了降落路径和加油路径。

## 评论
IGN为此游戏的XBOX360版本评分6.5分（可接受）
评价如下：
- 整体呈现：7.0分。菜单设计不顺手。导航体验差。但新UI设计优秀，游戏故事不俗。
- 画面：7.5分。画质较差。飞机效果好。
- 音效：7.5分。音乐死板，但音效细节完备。
- 体验：6.0分。加配飞行控制杆体验会增强。
- 耐玩性：8.0分。所有战役都支持合作模式和晋级模式（用更高难度重新玩任务），有16－20小时的游戏时间。生存模式和对战模式时长相同。